# Лесосибирск
Лесосибирск (рус. Лесосибирск) град је у Русији у Краснојарском крају. Према попису становништва из 2010. у граду је живело 61.146 становника.

## Становништво
Према прелиминарним подацима са пописа, у граду је 2010. живело 61.146 становника, 4.228 (6,47%) мање него 2002.
| 1959.  | 1970.  | 1979.  | 1989.  | 2002.  | 2010.  |
| ------ | ------ | ------ | ------ | ------ | ------ |
| 16.262 | 17.228 | 38.625 | 68.349 | 65.374 | 61.139 |